# خسرو منصوریان

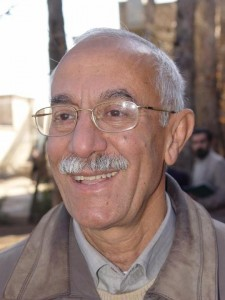
خسرو منصوریان

خسرو منصوریان (متولد سال ۱۳۲۰، تهران) مددکار اجتماعی، فعال سیاسی و یکی از پیشکسوتان حرکت‌های N.G.O در ایران است.

## دوران کودکی، نوجوانی و جوانی
خسرو منصوریان متولد ۱۳۲۰ در تهران و بزرگ شده در یک خانوادهٔ متوسط در مشهد است. وی، پس از اخذ دیپلم برای ادامه تحصیل به تهران آمد، و موفق به اخذ لیسانس مددکاری اجتماعی شد. وی در دوران دانشجویی، یک دوره مسئول انجمن دانشجویی بود. او در سال سوم با یکی از هم کلاسی‌هایش، فاطمه فرهنگخواه، ازدواج کرد.
پس از فارغ‌التحصیلی، در دانشگاه تهران استخدام گردید. او اولین مرکز مددکاری اجتماعی را در مرکز امور دانشجویی دانشگاه تهران ایجاد کرد. بدین ترتیب، در هر دانشکده‌ یک پست مددکار اجتماعی در نظر گرفته شد. هم‌زمان اولین مهد کودک مدرن در ایران به نام «آشیانه کودک» را تأسیس کرد. دو سال بعد برای ادامه تحصیل عازم انگلستان شد ولی با بالا گرفتن فعالیتهای انقلابیان در ایران، پس از شش ماه به کشور بازگشت. با پذیرش کودکان زندانیان و فعالین سیاسی آن زمان در مهد کودک زمینه برای برقراری ارتباط بیشتر با مخالفین شاه از جمله مهندس بازرگان فراهم گردید. حدود سال‌های ۱۳۵۰ سید محمود طالقانی اجازه دریافت وجوهات برای کمک به مردم نیازمند و انجام فعالیت‌های مددکاری را به منصوریان داد. این خود مشوقی برای او شد تا در راه خیر و یاری به نیازمندان مستحکم تر قدم بردارد.

## فعالیت‌های مدنی

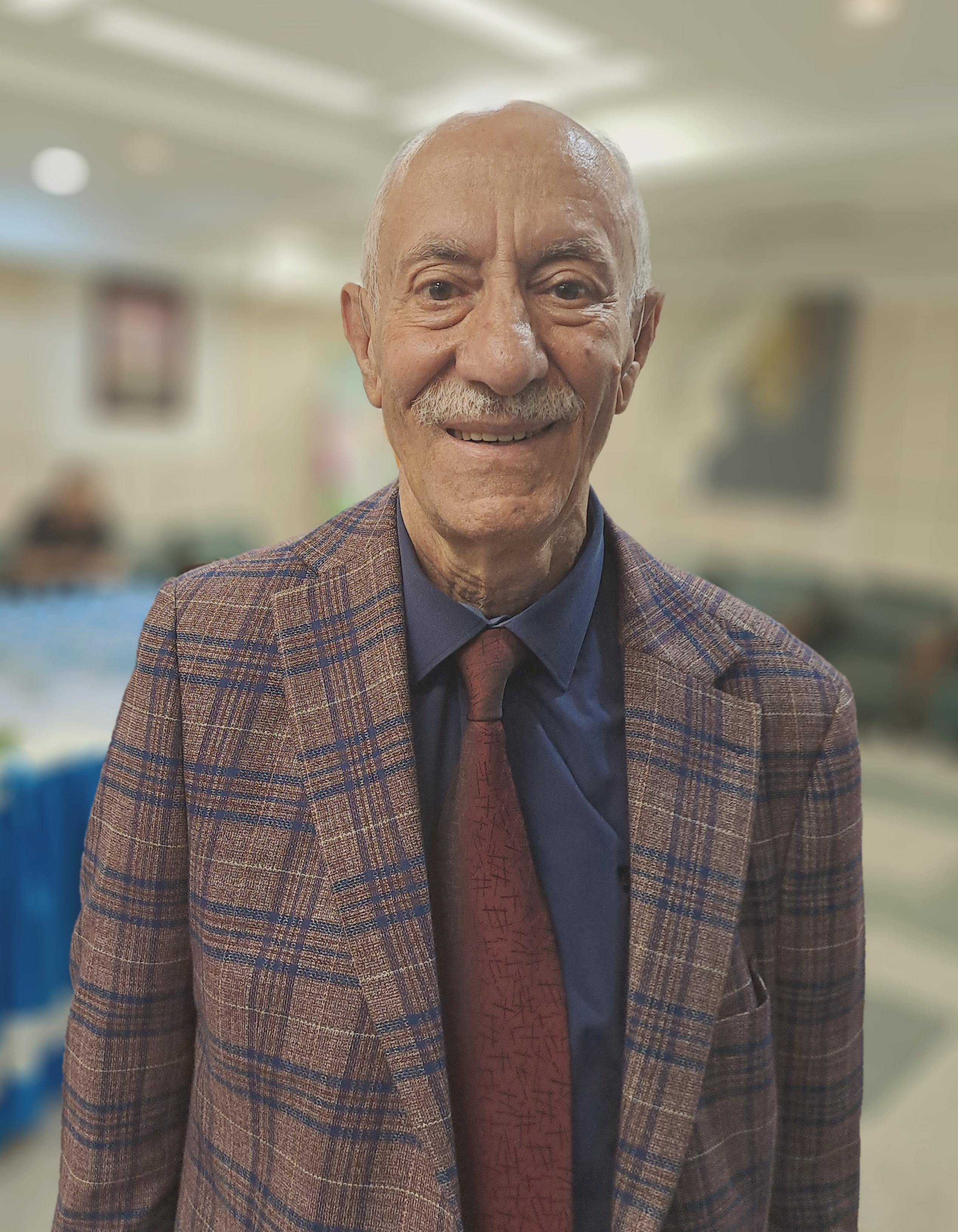
آذر ۱۴۰۲ در مراسم انجمن‌های احیا و توان‌یاب

او مؤسس و عضو هیئت امنای دو سازمان غیرانتفاعی، غیردولتی و عام‌المنفعه است که در سال ۱۳۷۸ به همراه همسر و دوستان بنیان‌گذارد:
1. انجمن حمایت از کودکان و نوجوانان توان‌یاب:[نکته ۱] این N.G.O خدمات توانپزشکی رایگان شامل (فیزیوتراپی، کاردرمانی، گفتاردرمانی و ...) به منظور توانبخشی، پیشگیری ثانویه، برابری فرصت‌ها و ... به کودکان معلول و بی بضاعت (از بدو تولد تا ۱۶ سالگی) را ارائه می‌نماید.
2. انجمن حمایت و یاری آسیب دیدگان اجتماعی (احیاء):[۱][نکته ۲] به منظور مهار آسیب‌های اجتماعی و مداخله به هنگام در بحران تأسیس گردیده و به گروه‌های پرخطر و در معرض آسیب به ویژه کودکان یتیم، ایدز و زنان خودسرپرست که همسران آن‌ها در اثر ابتلاء به ایدز فوت شده‌اند خدمات مشاوره، مددکاری اجتماعی و در نهایت،  حمایت‌های اقتصادی ارائه می‌کند.[۲] پیشگیری اولیه از طریق آگاهی رسانی به گروه‌های جوان و خانواده آنها، حساس سازی جامعه و مسئولین و در نهایت پیشگیری ثانویه (اقداماتی که از گسترش و اختلال پس از وقوع جلوگیری می‌کند) از اهم فعالیت‌های انجمن احیای ارزش‌ها می‌باشد.

او تجربه کار با قشرهای آسیب‌پذیر را طی پنجاه سال گذشته در سازمان‌های مختلف مانند: انجمن حمایت از زندانیان، دادگاه‌های اطفال، دادگاه حمایت خانواده، معتادان به مواد مخدر، پرورشگاه‌ها، مدارس، امور دانشجویی دانشگاه‌های تهران و ... کسب کرده و پس از انقلاب به مدت ۲۲ ماه در سمت معاونت امور اجتماعی و رفاه شهرداری تهران خدمت کرده‌است. وی، پس از کناره‌گیری از خدمات دولتی تلاش خود را در زمینه جامعه مدنی، سازمان‌های خیریه، غیردولتی و غیرانتفاعی متمرکز نمود.
او علاوه بر این در تأسیس و مدیریت N.G.Oهای دیگر از جمله در تهران، یزد، مشهد، بم، تبریز، کرج، شیراز و ... حضور و نقشی فعال داشته و دارد.
در سال ۱۳۷۲ منصوریان به «مجتمع آموزشی نیکوکاری رعد» که در سال ۱۳۶۲ در جریان جنگ به منظور حرفه‌آموزی برای معلولین جنگ تأسیس شده بود دعوت به همکاری شد. وی تا سال ۱۳۷۶ به عنوان مدیرعامل آن مجتمع فعالیت و آن را به یک مؤسسه بزرگ در سطح کشور و بین‌الملل تبدیل کرد. تاکنون تعداد زیادی از شهرستان‌های کشور از آن الگو گرفته و موسسات مشابهی تأسیس کرده‌اند. وی در سال ۱۳۷۶ مجتمع رعد تهران را به قصد مشهد ترک کرده و در آنجا «مجتمع آموزشی نیکو کاری توانیابان مشهد» را بنیان گذاشت.

## فعالیت‌های سیاسی
منصوریان، علاوه بر فعالیت‌های مدنی از بدو جوانی به فعالیت‌های سیاسی نیز پرداخته است. در نوجوانی با کانون نشر حقایق اسلامی در مشهد آشنا می‌شود و پای درس‌های استاد محمدتقی شریعتی می‌نشیند. حضورش در کانون، منجر به نزدیکی او به علی شریعتی می‌شود. او تا زمان درگذشت دکتر شریعتی از یاران نزدیک او باقی ماند و سپس تلاش کرد تا در مسیر او قدم بردارد. منصوریان در دورهٔ حکومت پهلوی با تفکرات دکتر محمد مصدق و مهندس مهدی بازرگان نیز آشنا شد و خط مشی صلح‌طلبانه ولی منتقد ایشان را آموزهٔ راه خود کرد. پس از انقلاب ۵۷ او رسماً به عضویت نهضت آزادی ایران درآمد و به زودی عضو شورای مرکزی و دفتر سیاسی این تشکل شد.
با نزدیک شدن به انقلاب ۱۳۵۷، منصوریان انجمن اسلامی مددکاران اجتماعی و ستاد کمک رسانی به آسیب دیدگان ناشی از تظاهرات را تشکیل داد. برای دیدار با روح‌الله خمینی به فرانسه رفت.

## بازداشت‌ها
منصوریان بارها به دلیل فعالیت‌های اصلاح طلبانه‌اش توسط حکومت پهلوی زندانی شده‌است. یک ماه قبل از پذیرش قطعنامه ۵۹۸، منصوریان، محمد توسلی، هاشم صباغیان، دستگیر و به مدت ۹ ماه در زندان اوین و در سلول انفرادی نگهداری شدند.  در نهایت، او بدون تفهیم اتهام، وکیل یا دادگاه، شب ۲۲ بهمن ۶۷ از اوین آزاد شد. در خرداد سال ۱۳۶۹ در پی امضای نامه ۹۰ نفری مجدد دستگیر و حدود ۱۸ ماه در زندان به سر برد. در هنگام سفر نماینده ی سازمان ملل در امور حقوق بشر ایران، آقای گالیندو پل، به ایران، منصوریان با ایشان در زندان ملاقات کرد. در سال ۱۳۸۰ نیز، برای سومین بار به همراه اکثریت اعضای نهضت آزادی و فعالین ملی مذهبی دستگیر و در سلول انفرادی محبوس شد. پس از ۱۱ ماه دادگاه بدوی غیرعلنی او را به جرم «به خطر انداختن امنیت ملی و تشویش اذهان عمومی» به ۷ سال زندان محکوم کرد. با درخواست تجدید نظر و رفتن پرونده به دادگاه تجدیدنظر او به قید وثیقه آزاد شد. در سال ۱۳۸۲ حکم منصوریان تأیید شد. اما این حکم هیچ گاه از جانب دادگاه انقلاب به اجرا گذاشته نشد. در اسفند ۱۳۹۳، منصوریان به زندان اوین مراجعه می‌نماید تا به ممنوع‌الخروجی‌اش و نگهداری وثیقه (که رقم قابل توجهی داشته‌است) به مدت ۱۳ سال اعتراض کند. در این زمان مسئولین او را بازداشت و در بند عمومی حبس می‌کنند. منصوریان پس از چندی به دلیل بیماری قلبی به بیمارستان منتقل می‌شود و تحت درمان قرار می‌گیرد. او روز چهارشنبه ۱۹ اسفند ماه ۹۴ از زندان اوین آزاد شد.

## نکات
1. ↑  «وب سایت توانیاب». www.tavanyab.ir. بایگانی‌شده از اصلی در ۱۶ ژوئیه ۲۰۱۵. دریافت‌شده در ۲۰۲۰-۰۹-۱۳.
2. ↑  «نسخه آرشیو شده». بایگانی‌شده از اصلی در ۱۱ ژوئیه ۲۰۱۵. دریافت‌شده در ۱۵ ژوئیه ۲۰۱۵.
3. ↑  «نسخه آرشیو شده». بایگانی‌شده از اصلی در ۲۱ ژوئیه ۲۰۱۵. دریافت‌شده در ۱۶ ژوئیه ۲۰۱۵.